# Distributieriem

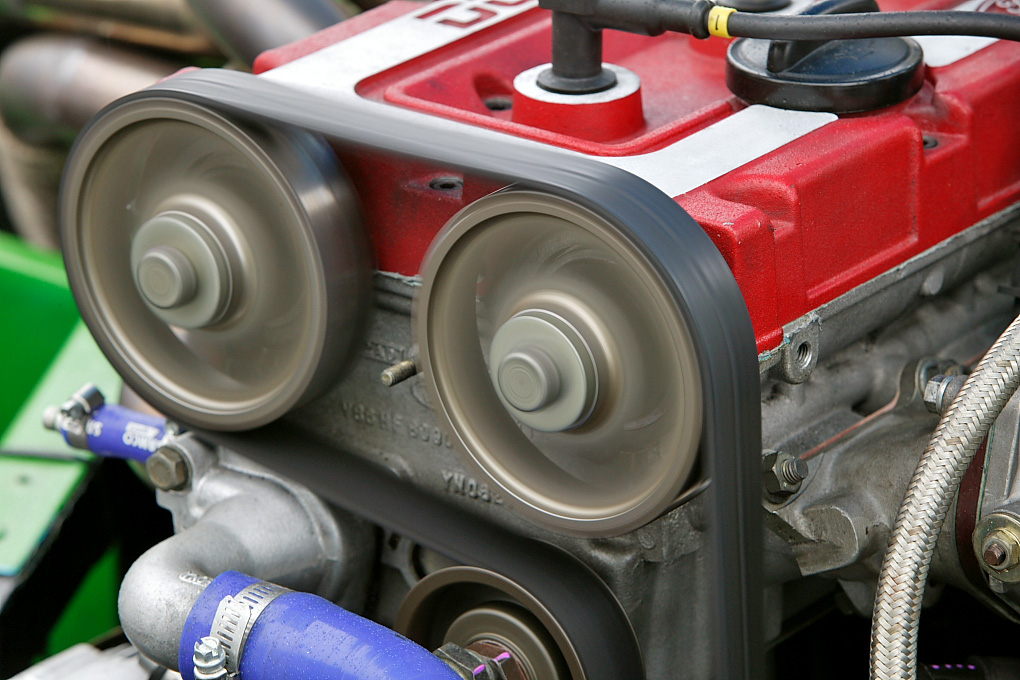

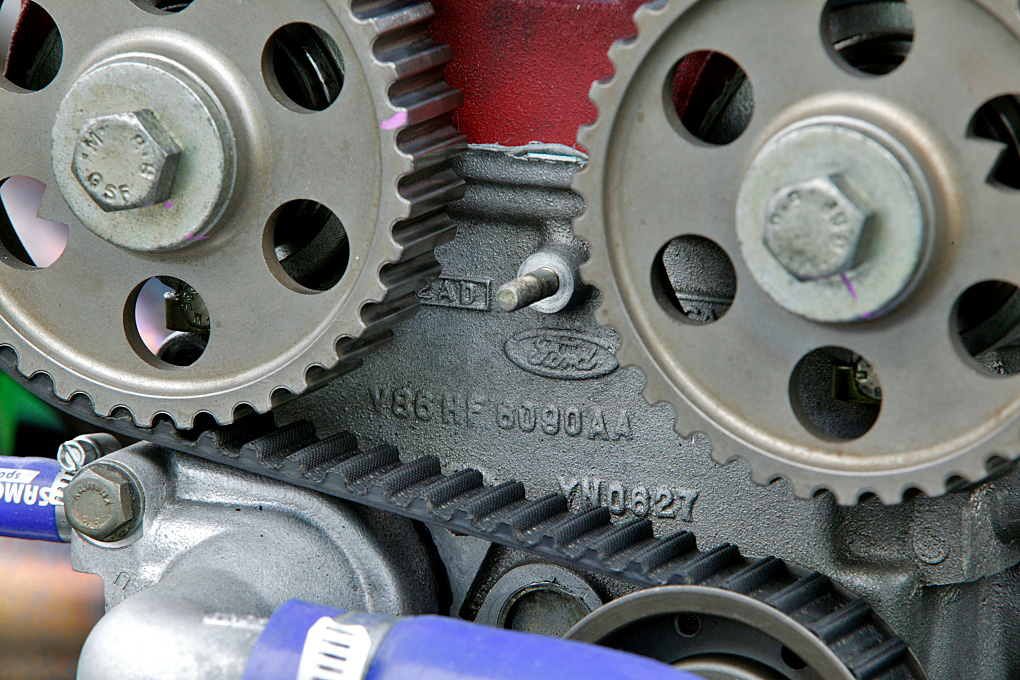

De distributieriem is een getande riem gemaakt van kunststof, die in moderne, viertakt  verbrandingsmotoren de overbrenging vormt tussen de krukas en een of meer nokkenassen. De nokkenas opent en sluit de kleppen, die zich doorgaans in de cilinderkop bevinden. De verhouding tussen de twee genoemde assen is 2:1. Dit houdt in dat de krukas twee omwentelingen maakt en de nokkenas één. 
Niet elke auto heeft een distributieriem, sommige merken gebruiken een ketting of tandwieloverbrenging. 
- De voordelen van een riem, ten  opzichte van de voorgenoemde systemen zijn; dat hij minder geluid maakt, geen smering nodig heeft en lichter van gewicht is.

- Een nadeel van een distributieriem is dat hij regelmatig vervangen dient te worden, doordat hij aan een hogere slijtage onderhevig is en daardoor zou kunnen breken. Wanneer dit gebeurt, kunnen de zuigers in de bovenste stand de geopende kleppen raken en ernstig beschadigen, wat zeer prijzige reparaties tot gevolg heeft. De meeste distributieriemen hebben een levensduur van 60.000 - 120.000 kilometer of een aantal jaar, voorgeschreven door de fabrikant. Daarbij is niet alleen het gebruik maar ook de tijd doorslaggevend voor het vervangen van de riem. Bij extreme weersomstandigheden of indien zware prestaties van het voertuig worden geëist, dient de riem vaker te worden vervangen. Ook bij langdurige stilstand neemt de conditie van het gebruikte materiaal af door verdroging.